# Lord Tanamo
Lord Tanamo (né Joseph Abraham Gordon le 2 octobre 1934 à Kingston en Jamaïque, et mort le 19 avril 2016) est un chanteur et auteur de mento et de ska.
Il a participé à la création du genre aujourd'hui appelé le ska, en combinant des éléments du calypso de Lord Kitchener avec les rythmes mento de son enfance.

## Biographie
Né à Kingston et élevé à Denham Town, dans l’ouest de la ville, Gordon est influencé par Lord Kitchener, qui a vécu en Jamaïque dans les années 1940. Son intérêt pour la musique a commencé très tôt lorsqu'il a entendu une boîte de rumba jouée par le musicien local Cecil Lawes. Il a continué à se produire localement à l’adolescence en chantant des calypsos accompagnés de Lawes et a commencé à se produire dans des hôtels au début des années 1950. 
Il a tout d’abord enregistré pour l’homme d’affaires et opérateur de sonorisation de Kingston, Stanley Motta, puis avec un groupe de soutien comprenant Theophilus Beckford et Ernest Ranglin. Ses premiers succès incluent "Blues Have Got Me Down" (1960) pour le producteur Emil Shallit. 
Il est passé au ska au début des années 1960 et a été l'un des membres fondateurs des Skatalites, chantant avec le groupe sur des titres tels que "Come Down" et "I'm In The Mood For Ska". Il a enregistré pour Clement Dodd , Duke Reid et Lindon Pottinger dans les années 1960 et a eu des succès avec des chansons folkloriques adaptées telles que "Iron Bar" et "Matty Rag". hits avec des chansons telles que "Ol 'Fowl". En 1965, il remporte le concours de la chanson du festival avec "Come Down". En 1970, il a enregistré une reprise de reggae de Tony Joe White. numéro un hit en Jamaïque pendant sept semaines. Il était basé au Canada depuis le milieu des années 1970, où il a épousé une femme de la région et ouvert le magasin Record Nook, vendant des disques produits en Jamaïque, bien qu'il soit retourné en Jamaïque pour enregistrer. Lors de l'un de ces voyages, il a enregistré l'album 1979 Calypso Reggae, pour Bunny Lee.
En 1990, sa reprise de ska de "I'm in the Mood for Love" lui donna son seul succès britannique, atteignant non. 58 au Royaume - Uni Singles Chart après avoir été présenté dans une publicité télévisée pour Paxo en 1989.
En 2002, Tanamo a joué dans le cadre des concerts «Legends of Ska» à Toronto. Les représentations ont été enregistrées et diffusées sous forme de film en 2014. Tanamo a continué de se produire avec les Skatalites jusqu'au XXIe siècle. Festival de Glastonbury. 
En janvier 2008, un journal jamaïcain a déclaré que Tanamo se trouvait dans une maison de retraite au Canada après avoir subi un accident vasculaire cérébral qui l'avait rendu incapable de parler. Il est décédé à Toronto le 15 avril 2016.